# هری لوبسه
هری لوبسه (هلندی: Harry Lubse؛ زادهٔ ۲۳ سپتامبر ۱۹۵۱) بازیکن فوتبال اهل هلند بود.
از باشگاه‌هایی که در آن بازی کرده‌است می‌توان به باشگاه فوتبال ویتس‌آرنهم و باشگاه ورزشی پی‌اس‌وی آیندهوون اشاره کرد.
وی همچنین در تیم ملی فوتبال هلند بازی کرده‌است.